# Regiunea Oltenia

Regiunea Oltenia în cadrul împărţirii administrative a României (1960-1968)

Regiunea Oltenia a fost o diviziune administrativ-teritorială situată în zona de sud-vest a Republicii Populare Române, înființată în anul 1960 (când a fost desființată regiunea Craiova) și care a existat până în anul 1968, atunci când regiunile au fost desființate. 

## Istoric
Reședința regiunii a fost la Craiova, iar teritoriul său cuprindea o suprafață similară cu cea a actualelor județe Dolj, Gorj și Mehedinți, precum și mici porțiuni din județul Olt. Regiunea Oltenia cuprindea astfel 84,25% din teritoriul regiunii istorice Oltenia, având o suprafață de 20.300 km². 

## Populație
Populația regiunii Craiova era alcătuită preponderent din români. Acestora li se adăugau romii și, în sud, mici comunități de bulgari.

## Vecinii regiunii Oltenia
Regiunea Oltenia se învecina:
- 1960-1968: la est cu regiunile Argeș și București, la sud cu Republica Populară Bulgară,  la vest cu regiunea Banat, iar la nord cu regiunea Hunedoara.

## Raioanele regiunii Oltenia
Regiunea Oltenia a cuprins următoarele raioane: 
- 1960-1968: Amaradia (Melinești), Baia de Aramă, Balș, Băilești, Calafat, Caracal, Corabia, Craiova, Cujmir, Filiași, Gilort (Tg. Cărbunești), Gura Jiului (Bechet), Novaci, Oltețu (Bălcești), Plenița, Segarcea, Strehaia, Târgu Jiu, Turnu Severin, Vânju Mare.